# Serpiente Enrollada
Serpiente Enrollada o Uneh Chan fue un ajaw o gobernante maya del ajawlel o señorío de Kaan. Gobernó del año 579 al 611. Aunque se sabe que la sede principal del señorío de Kaan fue  Calakmul, en el actual estado mexicano de Campeche, es muy probable que durante el gobierno de Serpiente Enrollada, la sede de este señorío estuviese ubicada en Dzibanché, en el actual estado mexicano de Quintana Roo.

## Registros biográficos
De acuerdo a la cuenta larga del calendario maya fue entronizado como k'uhul Kaanal ajaw (señor divino del señorío de la Serpiente) el 9.7.5.14.17 11 kaban 10 chen, es decir, el 2 de septiembre de 579. Mantuvo relaciones con Yajaw Te' K'inich II, gobernante de El Caracol.  Durante su gobierno emprendió dos expediciones militares —en 599 y 611— en contra del señorío  de B'aakal, cuya sede era Lakam Ha' (Palenque), lo cual provocó la ruptura de la clase dinástica de este señorío.
De acuerdo a los jeroglíficos mayas de las estelas 8 y 33, Serpiente Enrollada realizó las celebraciones del katún 9.8.0.0.0. Contrajo matrimonio con la Señora Rollo en Mano, con quien probablemente procreó a Yuknoom Ch'een II, más conocido como Yuknoom “el Grande”.